# Alona Barkat
Alona Barkat (en hebreo: אלונה ברקת‎; Ascalón, 24 de junio de 1969) es una empresaria israelí y propietaria del equipo de fútbol Hapoel Be'er Sheva.

## Biografía
Alona Akwa (en hebreo: אלונה אקווע‎) nació y creció en Ascalón, Israel, en una familia de judíos yemenitas. Es la mayor de cuatro hermanos. A la edad de 14 años, Barkat se mudó a Jerusalén para estudiar. Cuatro años más tarde, regresó a cumplir su servicio nacional (Sherut Leumi) en su ciudad natal.
Estudió Historia del Medio Oriente en la Universidad Hebrea de Jerusalén. Durante sus estudios universitarios, conoció a Eli Barkat, quien era entonces un estudiante de Matemáticas e Informática, con quien se casó.
En 1996, se mudaron al Silicon Valley en los Estados Unidos, donde su marido y su hermano Nir Barkat establecieron una empresa. Los hermanos Barkat invirtieron en la empresa de informática Check Point y establecieron las empresas de capital de riesgo BRM e IVN. Durante los años en los que vivían en Estados Unidos, Alona se dedicó a financiar por medio de IVN, proyectos sociales y donaciones a organizaciones como AIPAC y la Federación Judía de San Francisco.

## Interés en Deportes
En 2004, el matrimonio Barkat regresó a vivir en Israel. Su amistad con el empresario Lonnie Herzikovic, para entonces dueño del equipo de fútbol Maccabi Tel Aviv, creó interés en asociarse de alguna manera con el equipo. Durante sus negociaciones con la Universidad de Tel Aviv, junto a la Rashi Foundation, donde conoció a Eli Alaluf, Director Ejecutivo de la misma. Alaluf le convenció comprar el equipo de fútbol Hapoel Ber'er Sheva, el cual jugaba en la segunda división en ese momento.

## Hapoel Be'er Sheva

### Los primeros años
En el verano de 2007, justo antes del inicio la temporada 2007-2008 del fútbol israelí, Barkat completó su adquisición del equipo de su dueño anterior, Eli Zino. Barkat se convirtió así en la primera mujer en Israel en ser la dueña de un equipo de fútbol, al comprarlo por 8,7 millones de shekels. El equipo de Barkat puso un énfasis especial en la creación de un departamento juvenil, estímulo a actividades educativas y conexión comunitaria, apoyando un número de centros para niños de comunidades desfavorecidas y con discapacidades intelectuales, los cuales reciben entrenamiento deportido por parte de personal del equipo. En marcha de 2010, anunció su salida del club al final de la temporada, luego de que un número de seguidores del equipo intentaron atacar el entrenador, Guy Azouri. Dos meses más tarde, luego de ver una mejora dramática en el comportamiento de los seguidores, anunció que haya reconsiderado su posición y que pretendía quedarse con el equipo.

### Campeones de la Liga Premier de Israel
En mayo de 2016, el equipo ganó el Campeonato de la Liga Premier de Fútbol de Israel. Uno de los triunfos más grandes del equipo en la Liga de Europa ha sido su victoria 2–0 frente al Inter de Milán el 15 de septiembre de 2016; como resultado, el diario alemán Bild le bautizó "la Angela Merkel del fútbol", debido a que ha sido la primera mujer israelí dueña de un club de fútbol, que ha ganado la Liga Premier de su país y ha puntuado victorias muy importantes en la Liga de Europa de la UEFA. El equipo también ha ganado Campeonato en las temporadas 2016-2017 y 2017-2018, quedando en el tercer lugar en la temporada 2018-2019, 

### Renuncia y retorno al Club
El 29 de marzo de 2020, Barkat anunció que abandonaba club, luego de que su propuesta de acuerdo para reducir los salarios de los jugadores un 30% debido a la pandemia de la COVID 19 fue rechazado por los jugadores, el cual hacía parte de un plan diseñado para absorber las pérdidas esperadas en la temporada el 2019-2020 estación, y transfirió la administración del mismo a su abogado, Itzhak Younger. Sin embargo, en febrero de 2021, regresó al club para dirigirlo nuevamente e invertir más dinero en el mismo.

## Carrera política
En febrero de 2019, Barkat anunció que se unía al partido comservador Nueva Derecha, y recibió el tercer lugar en la lista del partido a las elecciones parlamentarias de abril de 2019 elecciones parlamentarias. Sin embargo, no fue electa a la Knéset ya que el partido no cruzó el umbral electoral en las elecciones parlamentarias de abril de 2019.

## Vida personal
Barkat reside en Tel Aviv junto con su marido Eli Barkat, y sus tres hijos. Según la edición israelí de la revista Forbes, la fortuna de Barkat en 2019 estuvo estimada en NIS 460 millones, haciéndola la segunda personalidad  más rica del mundo político israelí, después de su cuñado y exalcalde de Jerusalén Nir Barkat.